# Saint-Juéry, Tarn
Saint-Juéry är en kommun i departementet Tarn i regionen Occitanien i södra Frankrike. Kommunen ligger i kantonen Villefranche-d'Albigeois som tillhör arrondissementet Albi. År 2022 hade Saint-Juéry 6 575 invånare.

## Befolkningsutveckling
Antalet invånare i kommunen Saint-Juéry
| Referens: INSEE |